# Te Motu Olepa
Te Motu Olepa – wysepka atolu Vaitupu w Tuvalu, znajdująca się pomiędzy Isles of Mosana i Luasamotu.